# Harakiri: Śmierć samuraja
Harakiri: Śmierć samuraja (jap. 一命 Ichimei; ang. Hara-Kiri: Death of a Samurai) – japońsko-brytyjski film historyczny z 2011 roku w reżyserii Takashiego Miike. Wyprodukowany przez japońskie studio Shochiku. Film jest remakiem filmu Masakiego Kobayashiego Harakiri z 1962 roku.
Światowa premiera filmu miała miejsce 19 maja 2011 roku podczas 64. Międzynarodowego Festiwalu Filmowego w Cannes. Premiera filmu w Japonii odbyła się 15 października 2011 roku.

## Opis fabuły
W XVII wieku w Japonii nastaje czas pokoju, a usługi samurajów przestają być potrzebne. Na dworze pana Kageyu, słynnego z bezwzględności wobec żebrzących rōninów, zjawia się Hanshiro (Ichikawa Ebizō XI). Zamierza pomścić śmierć znajomego rōnina.

## Obsada
- Ichikawa Ebizō XI – Tsugumo Hanshiro
- Eita – Chijiiwa Motome
- Hikari Mitsushima – Miho
- Naoto Takenaka – Tajiri
- Munetaka Aoki – Omodaka Hikokurō
- Hirofumi Arai – Matsuzaki Hayatonoshō
- Kazuki Namioka – Kawabe Umanosuke
- Yoshihisa Amano – Sasaki
- Takehiro Hira – Ii Kamon-no-kami Naotaka
- Takashi Sasano – Sōsuke
- Nakamura Baijaku II – Chijiiwa Jinnai
- Kōji Yakusho – Saitō Kageyu